# Municipio de Sanborn (Míchigan)
El municipio de Sanborn (en inglés: Sanborn Township) es un municipio ubicado en el condado de Alpena en el estado estadounidense de Míchigan. En el año 2010 tenía una población de 2116 habitantes y una densidad poblacional de 16,43 personas por km².

## Geografía
El municipio de Sanborn se encuentra ubicado en las coordenadas 44°53′42″N 83°25′36″O / 44.89500, -83.42667. Según la Oficina del Censo de los Estados Unidos, el municipio tiene una superficie total de 128.79 km², de la cual 113.38 km² corresponden a tierra firme y (11.96%) 15.41 km² es agua.

## Demografía
Según el censo de 2010, había 2116 personas residiendo en el municipio de Sanborn. La densidad de población era de 16,43 hab./km². De los 2116 habitantes, el municipio de Sanborn estaba compuesto por el 97.45% blancos, el 0.24% eran afroamericanos, el 0.43% eran amerindios, el 0.85% eran asiáticos, el 0.05% eran isleños del Pacífico, el 0.47% eran de otras razas y el 0.52% pertenecían a dos o más razas. Del total de la población el 1.32% eran hispanos o latinos de cualquier raza.